# Juurikkasaari (ö i Mellersta Finland, Jyväskylä, lat 62,15, long 25,78)
Juurikkasaari är en ö i Finland. Den ligger i sjön Päijänne och i kommunen Jyväskylä i den ekonomiska regionen  Jyväskylä ekonomiska region  och landskapet Mellersta Finland, i den södra delen av landet, 220 km norr om huvudstaden Helsingfors. Öns area är 1,4 kvadratkilometer och dess största längd är 1,7 kilometer i nord-sydlig riktning.